# Theroscopus pennulae
Theroscopus pennulae är en stekelart som först beskrevs av Tohru Uchida 1932.  Theroscopus pennulae ingår i släktet Theroscopus och familjen brokparasitsteklar. Inga underarter finns listade i Catalogue of Life.